# Championnats du monde de duathlon 2011
Navigation
Édition précédente Édition suivante
Les championnats du monde de duathlon 2011, vingt-deuxième édition des championnats du monde de duathlon, ont lieu les 24 et 25 septembre 2011 à Gijón, en Espagne.

## Distances
| Course à pied | Cyclisme | Course à pied |
| ------------- | -------- | ------------- |
| 10            | 40       | 5             |

## Palmarès élite et distances
| Rang               | Athlète                   | Temps           |
| ------------------ | ------------------------- | --------------- |
| Médaille d'or      | Roger Roca Dalmau         | 1 h 51 min 22 s |
| Médaille d'argent  | Victor Del Corral Morales | 1 h 51 min 29 s |
| Médaille de bronze | Benoit Nicolas            | 1 h 51 min 30 s |

| Rang               | Athlète        | Temps          |
| ------------------ | -------------- | -------------- |
| Médaille d'or      | Katie Hewison  | 2 h 2 min 45 s |
| Médaille d'argent  | Jenny Schulz   | 2 h 2 min 47 s |
| Médaille de bronze | Sandra Levenez | 2 h 2 min 54 s |